# Heligholmen
Heligholmen est une île de la Suède située en mer Baltique.

## Étymologie
Le nom de l'île est composé des mots suédois helig (« sacré, saint »), et holme (« île, îlot »).

## Description

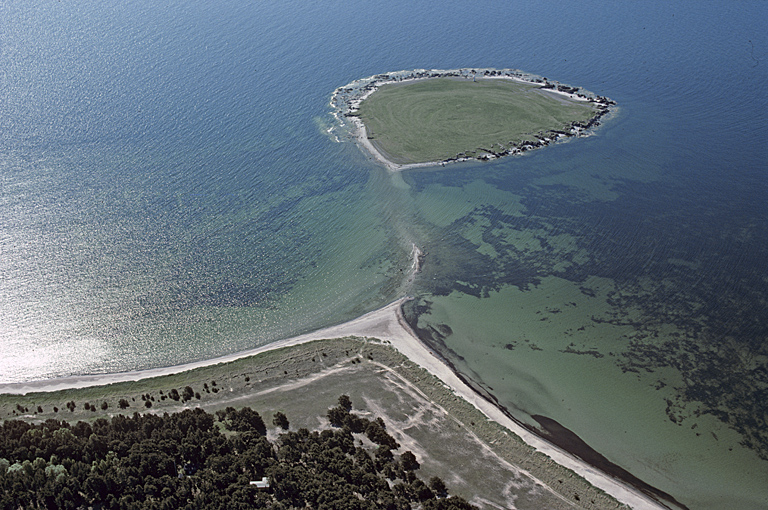

Il s'agit d'un îlot inhabité d'une superficie de 11,8 hectares situé dans le sud de l'île de Gotland, à environ 300 mètres de la terre.
Depuis 1965, l'île est une réserve ornithologique et son accès est interdit du 15 mars au 30 juin.

## Histoire
Le naturaliste Carl von Linné a visité et décrit Heligholmen lors de son voyage à l'île de Gotland en 1741.
En 1913, un petit phare de 13 mètres de hauteur est construit dans l'île.
L'île d'Heligholmen apparaît dans le roman d'Håkan Östlundh, Meurtres à Gotland, paru en 2013.